# Szalatnak
Szalatnak (tiếng Đức: Salack; tiếng Croatia: Slatnik) là một thị trấn thuộc hạt Baranya, Hungary. Thị trấn này có diện tích 10,28 km², dân số năm 2010 là 347 người, mật độ 34 người/km².